# OpenGEU
OpenGEU, precedentemente nota come Geubuntu, è stata una distribuzione Linux derivata da Ubuntu che si prefiggeva di unire la semplicità di utilizzo del desktop environment GNOME con la velocità, leggerezza e ricchezza di effetti grafici bidimensionali (animazioni, trasparenze ed altro) del window manager Enlightenment. L'ultima versione, pubblicata il 27 gennaio 2010, è stata la OpenGEU 9.10 Quarto di Luna, basata su Ubuntu 9.10.

## Installazione

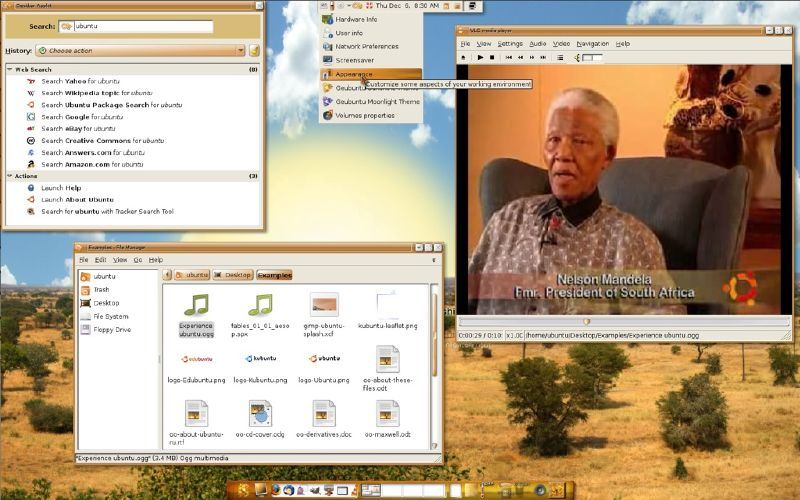
OpenGEU Luna Nuova, Tema Sunshine

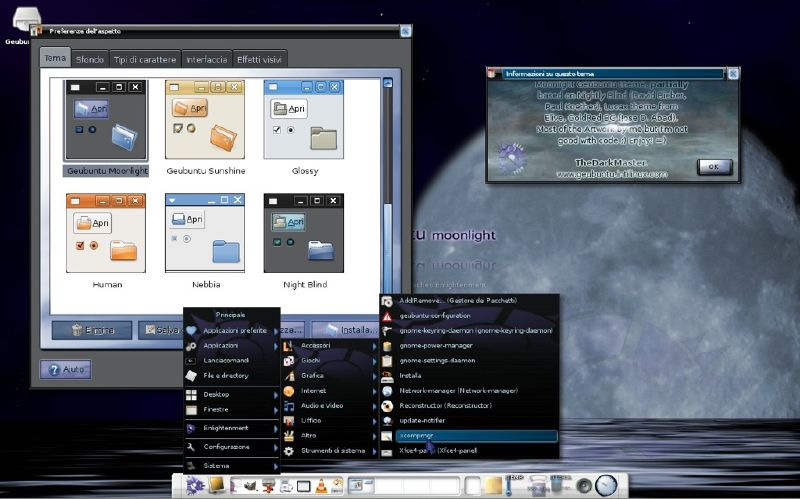
OpenGEU Luna Nuova, Tema Moonlight

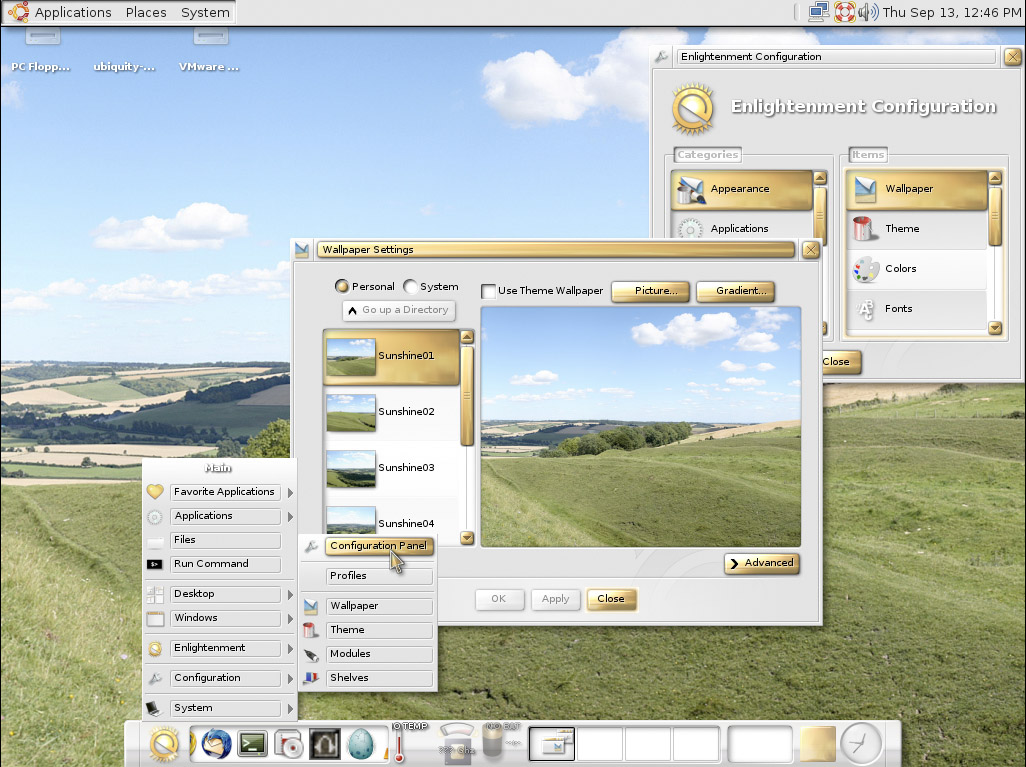
Geubuntu Prima Luna con il tema di Default

La distribuzione era scaricabile sotto forma di DesktopCD, cioè utilizzabile come LiveCD o installabile nel PC.
L'installazione era pressoché identica a quella di Ubuntu, dal momento che sfruttava il programma Ubiquity.

## Software

### Disponibili per il download
Essendo una distribuzione basata su Ubuntu, il parco di software disponibile per il download immediato era il medesimo della distribuzione madre; tuttavia, erano presenti di default anche altre repositories create appositamente dal team di sviluppo per questa distribuzione. Erano installabili anche applicazioni sperimentali create per il Desktop Shell E17, nonché svariati tools creati direttamente dagli sviluppatori di OpenGEU.

### Presenti sul LiveCD
Sul LiveCD erano installati una serie di software appartenenti sia al mondo GNOME che Enlightenment, nonostante alcuni tra quelli appartenenti al secondo gruppo fossero ancora in fase di sviluppo beta.

### Gestore di finestre e grafica
Enlightenment DR17 (conosciuto anche come E17) era il gestore di finestre utilizzato da questa distribuzione, a differenza di Ubuntu che, invece, utilizza il Desktop Environment GNOME. La principale differenza tra Enlightenment e GNOME stava nel fatto che E17 era assai più leggera e veloce di GNOME, il che rendeva OpenGEU una distribuzione raccomandata ai possessori di computer datati e lenti. D'altra parte GNOME ha molti più anni di sviluppo alle spalle ed è un DE considerato stabile, mentre E17 era da tempo nella fase di sviluppo beta.
E17 era inoltre ricco di effetti grafici basati su animazioni bidimensionali e trasparenze, che non richiedevano l'ausilio di una scheda video dotata di accelerazione 3D per funzionare. Per questa ragione, OpenGEU riusciva ad ottenere effetti grafici particolari anche sulle macchine virtuali. Ubuntu, al fine di rendere l'esperienza dell'utente GNOME più gradevole, integra ormai da tempo al proprio interno il sistema di effetti grafici Compiz che richiede però hardware di ultima o recente generazione per funzionare (ed una scheda video dotata di accelerazione grafica). Proprio questo diverso modo di pensare gli effetti visivi del Desktop ha fatto sì che molti utenti Linux trovassero in OpenGEU una valida e più snella alternativa al classico Ubuntu.
Enlightenment DR17, tuttavia, era ancora in fase di sviluppo beta ed in ogni caso non era stato progettato per essere un completo Desktop Environment ma, al contrario, si prefiggeva di essere semplicemente un gestore di finestre alternativo ed un set di librerie sul quale costruire veloci applicazioni dotate di animazioni ed altri effetti bidimensionali piacevoli. Il concetto alla base di OpenGEU, dunque, era quello di colmare le mancanze di E17 con una serie di strumenti selezionati dal desktop environment GNOME, fermo restando l'obiettivo di confezionare sempre una distribuzione il più veloce possibile e, dunque, adatta a qualunque macchina.

## Temi di OpenGEU
Il Gestore di finestre E17 utilizzava varie librerie per funzionare. Le varie applicazioni sviluppate per E17 si appoggiavano a loro volta su diverse tra queste librerie, come ad esempio le ETK, EWL ed Edje. Creare e gestire temi per Enlightenment era un'opera complessa, dal momento che per ottenere un'ergonomicità dell'aspetto generale, occorreva sviluppare un tema dotato della stessa grafica per ognuna delle varie librerie componenti Enlightenment. Questo, ad esempio, non avviene in GNOME che si basa interamente sulle librerie GTK+ per renderizzare a schermo i widget. OpenGEU utilizzava inoltre parecchie applicazioni basate proprio sul mondo GNOME e, dunque, facenti largo uso delle librerie GTK+. Per questa ragione, i temi di OpenGEU erano in realtà un insieme di sotto-temi dedicati alle varie e numerose librerie sfruttate dalle applicazioni dedicate a questa distribuzione Linux, il tutto allo scopo di fornire un Desktop dall'aspetto omogeneo.

### Sunshine e Moonlight
Sunshine e Moonlight erano i due principali temi di default di OpenGEU che, presentandosi anche come distribuzione estrosa ed artistica (infatti lo stesso E17 veniva presentato come Desktop Shell orientato verso l'estro creativo), prometteva di fornire sempre ai propri utenti un aspetto del sistema operativo basato sui toni delle ore solari ed uno su quelli degli ambienti notturni. Per le versioni future erano previsti inoltre una serie di altri temi, tuttavia, Sunshine e Moonlight erano diventati oramai una sorta di bandiera per OpenGEU.

## Cronologia delle versioni
| Versione | Nome                   | Rilascio          | Caratteristiche |
| -------- | ---------------------- | ----------------- | --- |
| 7.04     | Geubuntu Prima Luna    | 18 settembre 2007 | Prima versione rilasciata, Geubuntu Prima Luna introduce l'utilizzo di alcuni importanti strumenti di sistema del DE GNOME assieme al Window Manager Enlightenment. Geubuntu 7.04 introduce anche l'uso del pannello di GNOME all'interno dell'ambiente E17. Come file manager viene impiegato Nautilus, con non pochi bug. |
| 7.10     | Geubuntu Luna Nuova    | 6 dicembre 2007   | La seconda versione viene distribuita con nuovi temi ed un aspetto e dergonomia complessivamente originali. Oltre ad acquistare una propria identità grafica, Geubuntu Luna Nuova sostituisce il pannello di GNOME con quello di XFCE 4 ed utilizza come file manager il leggero Thunar. La leggerezza e velocità della distribuzione diventa uno dei temi più importanti nello sviluppo di Geubuntu. |
| 7.10     | OpenGEU Luna Nuova     | 21 gennaio 2008   | Con il rilascio di questa nuova versione, a brevissima distanza dalla precedente, Geubuntu cambia nome in OpenGEU per motivi di copyright riguardo al nome Ubuntu. In realtà Canonical, la casa produttrice di Ubuntu non ha mai chiesto tale cambio di nome, si tratta di un'iniziativa preventiva presa dal team di OpenGEU. Ecco un articolo (in Inglese) per saperne di più. Approfittando del cambio di nome, viene rilasciata una versione molto più stabile della precedente, nella quale vengono risolti molti bug. OpenGEU Luna Nuova Utilizza inoltre FBPanel al posto di XFCE Panel come pannello addizionale alle classiche mensole di E17. |
| 8.04     | OpenGEU Luna Crescente | 13 agosto 2008    | OpenGEU Luna Crescente è basata su Ubuntu 8.04.1. Introduce diversi nuovi programmi sviluppati direttamente dal gruppo di lavoro della distribuzione, come GEUTheme, un gestore di temi, eTray (una system tray per Enlightenment) ed Extramenu (un modulo capace di aggiungere un menu personalizzato con sotto-menu al menu standard di E17). Con questo rilascio il gruppo di OpenGEU ha iniziato la compilazione ed il mantenimento di repository propri sia per Enlightenment che per il resto del software sviluppato in proprio. OpenGEU usa comunque anche i repository standard di Ubuntu. Con ogni rilascio di OpenGEU vengono sviluppati e forniti anche due temi principali Sunshine e Moonlight, e con il rilascio di GEUTheme, molti altri temi sono disponibili dai repository ufficiali. |
| 8.10     | OpenGEU Luna Serena    | 18 febbraio 2009  | Luna Serena può essere vista come una versione intermedia rispetto a Quarto di Luna. Luna Serena include Echomorph, una versione modificata di Compiz per E17, un gestore di finestre alternativo per schede grafiche capaci di accelerazione 3D. Altri miglioramenti sono un nuovo gestore delle impostazioni ed un menu delle risorse. |
| 9.10     | OpenGEU Quarto di Luna | 27 gennaio 2010   | Ultima versione pubblicata, sebbene non ci fosse modo di scaricarla direttamente. Secondo l'annuncio ufficiale, si poteva installare Quarto di Luna a partire dai pacchetti d'installazione di Ubuntu 9.10. |

Legenda dei Colori usati:
     Vecchia Versione
     Versione Corrente
     Versione Futura